# École cathédrale de Liège
L'école de la cathédrale de Liège était l'école de la cathédrale de Liège qui a existé du IXe au XIIIe siècle pour la formation interne des clercs et externe des fils de nobles.
Heriger de Lobbes, Wazon de Liège et Adelman de Liège ont fréquenté l'école. Les écoles capitulaires liégeoises acquièrent une renommée internationale dès la fin du Xe siècle, si bien que Liège est alors surnommée « l' Athènes du Nord » (Gozechin de Mayence).

## Historique
L'archevêque Brunon de Cologne conçoit un programme éducatif au milieu du Xe siècle, que l'empereur Otton Ier met en œuvre politiquement. Parallèlement, d'excellentes écoles cathédrales existent à Cologne (Wolfhelm von Brauweiler), Hildesheim (Bernward), Spire (Walter de Spire), Würzburg et Trèves (Wolfgang von Regensburg) ainsi qu'à Bamberg (Meinhard de Bamberg), et un peu plus tôt encore à Utrecht (Balderich). En Europe de l'Ouest, Reims (Gerbert d'Aurillac), Chartres (Fulbert de Chartres) et Tours (Bérenger) étaient en correspondance avec ces villes.
L'évêque Hartgar de Liège (841-855) soutient déjà fortement l'école de la cathédrale de Liège en nommant des professeurs irlandais. Étienne de Liège (901-920), promoteur de la musique sacrée, fait de même. L'évêque Éracle (959-971), nommé par Étienne, entreprend de promouvoir particulièrement l'école cathédrale afin de renforcer le statut de Liège en tant que siège épiscopal, qui était auparavant à Maastricht. Il fut en mesure d'expliquer à l'empereur Otton Ier qu'une éclipse de soleil en 969 était un événement naturel. Son successeur Notger (972-1008), originaire de Saint-Gall, poursuit intensivement le développement de la ville, notamment avec des fonds provenant du comté de Huy accordé par l'impératrice Théophano Skleraina en 985. Il fonde ainsi à la cathédrale Saint-Lambert un chapitre de soixante personnes, qui permet d'assurer le financement de l'école de la cathédrale. Baldéric II (1008-1018) achève la nouvelle cathédrale Saint-Lambert. Durand (1021-1025) ait lui-même élève de l'école. Réginard (1025-1037) continue la promotion.
L'école devient un centre d'enseignement théologique et surtout mathématique attirant de nombreux talents. Déjà vers l'an 1000, alors que le mathématicien Sylvestre II est pape, il existe de bonnes relations avec la principale école cathédrale de Reims. Les élèves liégeois se rendent entre autres dans les diocèses de Mayence, Salzbourg, Bamberg, Prague et Utrecht, où ils soutenaient les écoles cathédrales locales. Il existe un réseau efficace entre les écoles cathédrales de l'empire grâce à la correspondance et l'envoi d'élèves (Neffen-Netzwerk). Les évasions d'un couvent sévère vers un régime plus doux ont également joué un rôle.
Un ouvrage mathématique probablement écrit vers 1050 à Liège, « Boëtius-Geometrie II », utilise l'abaque et les chiffres arabes. La quadrature du cercle est étudiée par Francon. L'une des préoccupations de l'époque est la récupération des connaissances mathématiques reçues des Arabes et des Byzantins, transmises principalement via l'Espagne (Barcelone), où le pape Sylvestre a étudié, et la Sicile.
Au XIIIe siècle, un déclin s'amorce en raison des troubles politiques. L'ancienne université de Cologne fondée en 1388 et l'ancienne université de Louvain en 1425 se chargent de l'enseignement scientifique.

## Personnalités

### Écolâtre
- Sedulius Scottus, professeur irlandais au milieu du IXe siècle
- Notger de Liège, écolâtre et évêque important (972-1008)
- Wazon, écolâtre (1013-1031) et évêque de Liège (1042-1048)
- Adelman de Liège, écolâtre dès 1031, école cathédrale de Spire, évêque de Brescia
- Gozechin ou Gozwin de Mayence, écolâtre (1050-1058), puis à l'école cathédrale de Mayence, y écrivit l'Epistula ad suum Valcherum Discipulum olim
- Guillaume Walcher, écolâtre (1058-1066), évêque de Durham (1070-1080, identité incertaine)
- Francon de Liège, écolâtre dès 1066, mathématicien
- Alger de Liège, écolâtre 1100-1121, puis moine à Cluny

### Professeur
- Heriger de Lobbes, vers 989 à Rome, puis abbé à Laubach
- Anselme de Liège, doyen du chapitre de Saint-Lambert jusqu'en 1058 et chroniqueur
- Egbert de Liège, instituteur vers 1023, père du conte de fées Le Petit Chaperon rouge
- Engelbert de Liège, astronome vers 1050
- Radulf de Liège, mathématicien du milieu du XIe siècle, contradicteur de l'école de la cathédrale de Cologne vers 1020 dans la "Winkelstreit", en contact étroit avec Fulbert de Chartres

### Élèves
- Ruthard II, évêque de Cambrai (976?–995)
- Adalbald II, évêque d'Utrecht (1010-1026), mathématicien
- Durand de Liège, instituteur à Bamberg, chancelier sous Henri II, évêque de Liège (1021-1025)
- Gunther von Meißen, chancelier sous Henri II, archevêque de Salzbourg (1024-1025)
- Meinhard de Bamberg, directeur de l'école de la cathédrale de Bamberg († 1088), lettre à Adelmann
- Cosmas de Prague († 1125), chanoine de Prague et chroniqueur de Bohême
- Rupert de Deutz († 1129), commentateur biblique, soupçonné d'hérésie, abbé à Deutz
- Thomas de Bayeux, archevêque d'York (1070-1100)
- Samson (mort en 1112), évêque de Worcester

### Biographie
- (de) Paul L. Butzer, « Die Mathematiker des Aachen-Lütticher Raumes von der karolingischen bis zur spätottonischen Epoche », Die Mathematiker des Aachen-Lütticher Raumes von der karolingischen bis zur spätottonischen Epoche, no 178,‎ 1976, p. 7-30 (lire en ligne)
- Christine Renardy, « Les écoles liégeoises du IXe au XIIe siècle : grandes lignes de leur évolution », Revue belge de Philologie et d'Histoire, vol. 57, no 2,‎ 1979, p. 309–328 (DOI 10.3406/rbph.1979.3237, lire en ligne)
- C. Stephen Jaeger, The Envy of Angels: Cathedral Schools and Social Ideals in Medieval Europe, 950-1200, University of Pennsylvania Press, 1994 (ISBN 978-0-8122-1745-2, lire en ligne) (sur Liège p. 54-56)
- Frank G. Hirschmann: Konjunkturprogramme um die erste Jahrtausendwende: Die Boomtowns Lüttich und Verdun. In: Stephan Selzer, Die Konsumentenstadt – Konsumenten in der Stadt des Mittelalters., Gottingen, Vandenhoeck & Ruprecht, 2018 (ISBN 978-3-412-50427-4)